# Карнали-Прадеш
Карнали-Прадеш (непальск. कर्णाली प्रदेश) — одна из провинций, установленных новой Конституцией Непала, которая была принята 20 сентября 2015 года.
Население 1 168 515 чел.
Территория 27 984 км².
Столица — Бирендранагар.
В состав провинции вошли следующие бывшие административные единицы:
- Бхери (частично)
- Карнали
- Рапти (частично)

Региональные язык: Тхари, Дотьяли.

## Районы
Провинция состоит из следующих районов:
1. Рукум (западная часть)
2. Сальян
3. Долпа
4. Джумла
5. Мугу
6. Хумла
7. Каликот
8. Джаякот
9. Дайлекх
10. Суркхет

## Туристские места
- Рара Озеро, Мугу
- Phoksundo Озеро, Дольпу
- Какре Бихар, Сурхете
- Симикот, Хумле
- Национальный Парк Шей Phoksundo
- Национальный Парк Рара
- Реки Карнали, Карнали Зона